# Meseta de Kwahu
La meseta de Kwahu se encuentra en el sur de Ghana. Discurre de noroeste a sudeste, tiene 260 km de longitud y marca el límite sur de la cuenca del río Volta. Al norte de la meseta nace el río Afram, que desemboca en el lago Volta. Los ríos que nacen al sur de la meseta desembocan en el océano Atlántico; los más importantes son el río Pra, con su afluente, el río Birim, que bordea la sierra de Atewa, una prolongación hacia el sudoeste de la meseta y, al oeste, el río Ankobra.
La meseta, de arenisca y con bellos acantilados, tiene una altura media de 450 m, y su punto más alto es el monte Akmawa, de 788 m. Una serie de valles diseccionan la meseta, dejando a la vista altos picos. Al sur hay un denso bosque protegidos del viento harmattan del desierto, que barre la zona septentrional. Al oeste se cultiva cacao, y al este, cultivos tradicionales.
Las poblaciones más importantes son Nkawkaw, Wenchi, Mampong, Mpraeso y Abetefi. El pueblo kwahu, en torno a un millón de personas que viven en la meseta y en el norte, en las llanuras del río Afram, hasta las orillas del lago Volta, habla una variante de las lenguas akan, de la familia nigerocongolesa.
El clima propicio y la ausencia de enfermedades hizo que los primeros misioneros instalaran aquí numerosas escuelas e iglesias. Hay hoteles y es fácil acceder con transporte público. La capital del distrito municipal de Kwahu Oeste es Nkawkaw, con 62.000 habitantes, en una de las zonas más visitadas de la región, bien comunicada con Acra y Kumasi. Desde 2003, se celebra aquí un conocido festival de parapente, el Ghana Paragliding Festival, en los acantilados cercanos a la ciudad.